# Nu-Style
|  | Sammenskrivningsforslag Artiklerne Gabber, Nu-Style er foreslået sammenskrevet. (Siden januar 2013) Diskutér forslaget |

 Der er for få eller ingen kildehenvisninger i denne artikel, hvilket er et problem. Du kan hjælpe ved at angive troværdige kilder til de påstande, som fremføres i artiklen.

Nu-style er en gren af Gabber som opstod i 2007, i form af en mere Mainstream lyd end den oprindelige lyd, med tok-tok kicks og bløde melodier. Det har gjort at stilen er blevet mere populær end aldrig før.
| Musik | Spire Denne musikartikel er en spire som bør udbygges. Du er velkommen til at hjælpe Wikipedia ved at udvide den. |